# MBC TV
MBC TV è un canale televisivo sudcoreano, proprietà di Munhwa Broadcasting Corporation (MBC). È stato lanciato l'8 agosto 1969.